# Brügghen (Adelsgeschlecht)

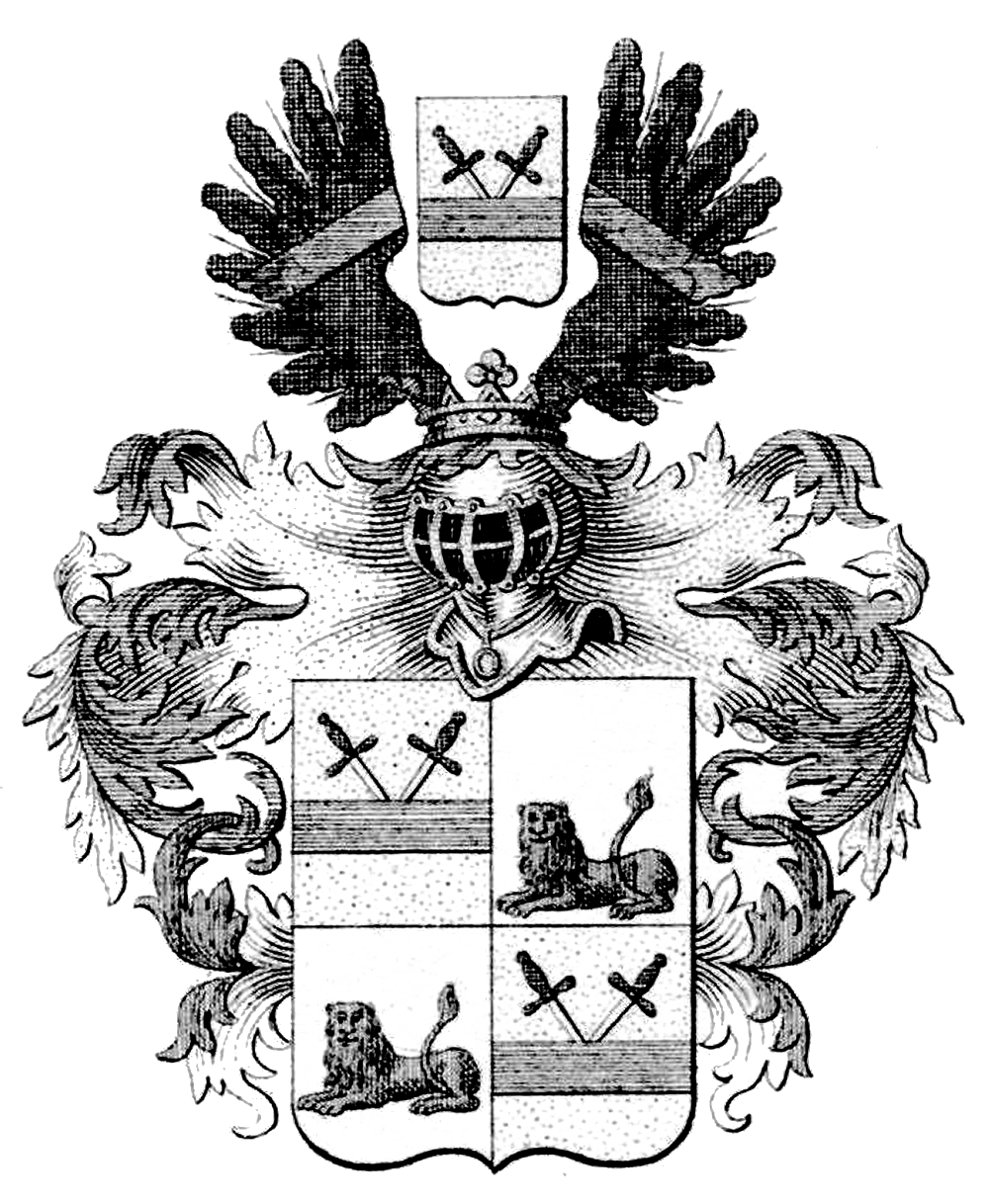
Wappen derer von der Brügghen

Brügghen ist der Name eines rheinländischen und in den Freiherrenstand erhobenen Adelsgeschlechts und kann daher in Zusammenhang mit der niederrheinischen Stadt Brüggen gesehen werden. Das Geschlecht von der Brügghen ist seit dem 16. Jahrhundert urkundlich nachweisbar, gilt aber heute im deutschsprachigen Raum im Mannesstamm als ausgestorben. Es ist nicht zu verwechseln mit dem westfälischen Uradelsgeschlecht Brüggeney, genannt Hasenkamp, welches in manchen Urkunden auch Brüggen geschrieben wird und sich in Livland und Kurland niederließ. 
Ein Hauptzweig der Familie siedelte sich im Königreich der Niederlande an, ein anderer verblieb zunächst im Herzogtum Kleve und Geldern und breitete sich später berufsbedingt in das Herzogtum Jülich und in die preußische Rheinprovinz aus. Als Stammvater beider Hauptzweige gilt ein gewisser Thomas Freiherr von der Brügghen (* 1540), Herr auf dem Klevischen Pachtgut Hasenacker bei Sonsbeck, dessen Sohn Richter in Wesel wurde.  
Die Familie von der Brügghen besaß mehrere ältere Majestätsbriefe, darunter namentlich einen aus dem Jahre 1653 von Kaiser Ferdinand III. Im Jahr 1815 wurde Teile des niederländischen Zweiges in den Freiherrenstatus erhoben und 1829 dem preußischen Zweig der Familie der Freiherrliche Status durch die Aufnahme in die Adelsmatrikel der preußischen Rheinprovinz bestätigt. 1980 erhielten die noch lebenden niederländischen Familienmitglieder eine weitere Adelsbestätigung durch das niederländische Königshaus.

## Familiengeschichte

### Niederländischer Zweig
Spätestens mit Dirk Wilhelm van der Brugghen (1662 in Wesel – 1708 in Oudenaarde), ein Sohn des oben genannten Wilhelm von der Brügghen und Urenkel des gemeinsamen Stammvaters Thomas von der Brügghen, zog ein Zweig in die benachbarten Vereinigte Niederlande und nannte sich fortan van der Brugghen. Er wurde Offizier in Staatsdiensten und gilt als der Stammvater des niederländischen Zweiges, der bis in die heutige Zeit mehrere bedeutende Persönlichkeiten hervorbrachte. Dazu zählen unter anderem der Politiker und 1815 zum Freiherrn ernannte Joan Carel Gideon van der Brugghen van Croy (1753–1828), der Jurist Dirk Willem van der Brugghen (1768–1825), der Staatsmann und Justizminister Justinus van der Brugghen (1804–1863) und der Kunstmaler Guillaume Anne van der Brugghen (1812–1891). Ferner der Entwicklungs-Ingenieur bei DAF Automobile Joan Freiherr van der Brugghen (1919–2006), der 1980 zusammen mit seinem Bruder und Generalsekretär der Fédération Internationale d'Information et de Documentation (FID), Willem Freiherr van der Brugghen (* 1918), die erneute Erhebung in den niederländischen Adel erhielt.

### Deutscher Zweig
Ein Ur-Urenkel des eingangs erwähnten Stammvaters Thomas von der Brügghen mit gleichen Namen (* um 1650) heiratete 1688 Ida Anna Elisabeth Mechtilde Freiin von Ripperda, eine Nichte des Barons Johann Wilhelm Ripperda. Der Sohn aus dieser Ehe, Theodor Heinrich Freiherr von der Brügghen (* 1692), war im Besitz der Rittergüter Hasenacker, Haus Broich bei Willich, Klein- und Groß Aldendorf und Beyenburg. 
Sein Sohn, der kurpfälzische Generalmajor Johann Franz Engelbert Freiherr von der Brügghen (1721–1789), wurde durch seine erste Heirat mit Adelheid von Dahmen Herr auf dem Nothberger Hof und durch seine zweite Heirat mit Petronella von Moss, der Witwe des Joseph Freiherr von Broich, Herr auf dem alten Frohnhof Gut Steinhaus in Bardenberg. Aus der ersten Ehe stammte zunächst der Sohn Franz Freiherr von der Brügghen (1865–1839), welcher mit Elisabeth Freiin von Lommessem verheiratet war. Da aus dieser Ehe nur die Tochter Cornelia (* 1806) entstanden war, welche den Rittergutsbesitzer und preußischen Kammerherrn Wilhelm Freiherr von Syberg-Eicks geheiratet hatte, ist diese Linie erloschen. 
Der zweite Sohn des Johann Franz Engelbert, Karl Josef Robert Nepomuk Freiherr von der Brügghen (1767–1834), bekleidete in französischer Zeit hohe Ämter in der Stadt Aachen und im Département de la Roer. Darüber hinaus kam er in den Besitz der Burg Wilhelmstein in Bardenberg und wurde durch die Ehe mit Elisabeth von Sogray ebenfalls Besitzer des Rittergutes Nysswijler bei Vaals.
Ihre gemeinsame Tochter Marie Eugenie Hubertine Freiin von der Brügghen (* 1802) vermählte sich mit dem königlichen Kammerherrn und Preußischen Landrat im Landkreis Aachen Friedrich von Coels. Im Jahr 1831 und im Rahmen seiner Erhebung in den erblichen Freiherrenstand nahm dieser zusätzlich zu seinem eigenen, auch den Familiennamen seiner Frau an und alle weiteren Nachkommen dieser Linie nannten sich fortan „von Coels von der Brügghen“. Darüber hinaus erbte er auch die Güter der Familie v. d. Brügghen, da seine Frau Marie Eugenie keine Brüder hatte. Mit seiner Enkelin Marie-Luise von Coels von der Brügghen verstarb 1959 das letzte Familienmitglied dieser Linie mit dem adeligen Doppelnamen. 

## Wappen

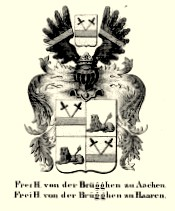
Wappen des deutschen Zweiges
Wappen des niederländischen Zweiges von 1815

Das fast identische gemeinsame Wappen der niederländischen und deutschen Familie besteht aus einem viergeteilten Wappenschild, in dem sich im ersten und vierten Feld über einen blauen Balken zwei blanke Degen mit schwarzen Griffen befinden, die mit den Spitzen auf bzw. hinter dem Balken zusammenstoßen. Das zweite und dritte silberne Feld zeigt einen roten liegenden Löwen mit durchgeschwungenem Schweif zwischen den Hinterpranken. Der Helm ist silbern und, blau angelaufen mit oberhalb silberner und blauer und unterhalb goldener und roter Helmdecke. Darauf befindet sich ein schwarzer Pflug mit blauem, auf der rechten Seite rechtem und auf der linken Seite linken Schrägbalken. Dazwischen liegt wieder ein Schild mit dem Wappen des ersten Viertels.

## Bedeutende Familienangehörige

### Niederländischer Zweig
- Justinus van der Brugghen (1804–1863), niederländischer Staatsmann

### Preußischer/deutscher Zweig
- Karl Josef Robert Nepomuk Freiherr von der Brügghen (1767–1834), Mitglied mehrerer städtischen Kommissionen und des Departement- und Präfekturrates sowie von 1812 bis 1815 als 1. Adjunkt Beigeordneter Bürgermeister der Stadt Aachen.
- Friedrich Joseph Freiherr von Coels von der Brügghen (1784–1856), königlich preußischer Kammerherr, Landrat und Polizeidirektor im Landkreis Aachen, 1831 in den Freiherrenstand erhoben, nahm den Familiennamen seiner Frau Maria Eugenia Freiin von der Brügghen an.
- Franz Freiherr von Coels von der Brügghen (1858–1945), Enkel von Friedrich v. Coels v. d. Brügghen, Oberpräsident der Rheinprovinz und Regierungspräsident in Arnsberg
- Marie-Luise von Coels von der Brügghen (1870–1959), Schwester von Franz v. Coels v. d. Brügghen und Besitzerin des Rittergutes Burg Boulich bei Wichterich; Autorin zahlreicher lokalhistorischer und genealogischer Publikationen[4][5]